# Харитоновка (Чувашия)
Харито́новка (чув. Харитоновка) — деревня в Цивильском районе Чувашской Республики. Входит в состав Опытного сельского поселения.

## География
Находится в северной части Чувашии на расстоянии приблизительно 9 км на юг по прямой от районного центра города Цивильск.

## История
Официально основана в 1929 году выходцами из деревни Санькасы Красноармейского района. В 1929 году было учтено 56 человек, в 1939 — 60 жителей, 1979 — 29. В 2002 году 7 дворов, 2010 — 6 домохозяйств. В период коллективизации был образован колхоз «Харитоновка», в 2010 году действовал ФГУП «Колос».

## Население
Постоянное население составляло 13 человек (чуваши 85 %) в 2002 году, 9 в 2010.